# Xanthirinopsis cataplaga
Xanthirinopsis cataplaga är en fjärilsart som beskrevs av Dyar 1926. Xanthirinopsis cataplaga ingår i släktet Xanthirinopsis och familjen nattflyn. Inga underarter finns listade i Catalogue of Life.